# Hailemariyam Amare
Hailemariyam Amare Tegegn (22 febbraio 1997) è un mezzofondista etiope.

## Palmarès
| Anno | Manifestazione               | Sede           | Evento         | Risultato | Prestazione | Note                                     |
| ---- | ---------------------------- | -------------- | -------------- | --------- | ----------- | ---------------------------------------- |
| 2013 | Africani allievi             | Warri          | 2000 m siepi   | Bronzo    | 5'45"50     |                                          |
| 2014 | Giochi panafricani giovanili | Gaborone       | 2000 m siepi   | Oro       | 5'38"55     |                                          |
| 2014 | Mondiali juniores            | Eugene         | 3000 m siepi   | 5º        | 8'42"00     |                                          |
| 2015 | Giochi panafricani           | Brazzaville    | 3000 m siepi   | Bronzo    | 8'24"19     | Miglior prestazione personale stagionale |
| 2015 | Africani juniores            | Addis Abeba    | 3000 m siepi   | Bronzo    | 9'01"58     |                                          |
| 2015 | Mondiali                     | Pechino        | 3000 m siepi   | 12º       | 8'26"19     |                                          |
| 2016 | Giochi Olimpici              | Rio de Janeiro | 3000 m siepi   | Batteria  | 8'35"01     |                                          |
| 2018 | Africani                     | Asaba          | 3000 m siepi   | 5º        | 8'38"46     |                                          |
| 2022 | Africani                     | Saint-Pierre   | 5000 m piani   | Oro       | 13'36"79    |                                          |
| 2022 | Africani                     | Saint-Pierre   | 3000 m siepi   | Oro       | 8'27"38     |                                          |
| 2022 | Mondiali                     | Eugene         | 3000 m siepi   | 10º       | 8'31"54     |                                          |
| 2023 | Mondiali di cross            | Bathurst       | Corsa seniores | 9º        | 30'10"      |                                          |
| 2023 | Mondiali di cross            | Bathurst       | A squadre      | Argento   | 33 p.       |                                          |
| 2024 | Giochi panafricani           | Accra          | 10000 m piani  | 7º        | 29'57"39    |                                          |
| 2024 | Campionati africani          | Douala         | 5000 m piani   | 7º        | 13'48"66    |                                          |
| 2024 | Campionati africani          | Douala         | 3000 m siepi   | 4º        | 8'23"76     |                                          |

## Campionati nazionali
2012
- 5º ai campionati etiopi juniores, 3000 m siepi - 8'51"99

2014
- 6º ai campionati etiopi, 3000 m siepi - 8'55"1

2017
- 12º ai campionati etiopi, 10000 m piani - 28'57"7

2018
- Argento ai campionati etiopi, 3000 m siepi - 8'35"2

2019
- 6º ai campionati etiopi, 3000 m siepi - 8'51"5

2021
- Argento ai campionati etiopi, 3000 m siepi - 8'39"3

2022
- Argento ai campionati etiopi, 3000 m siepi - 8'24"6

## Altre competizioni internazionali[1]
2017
- 7º al Meeting international Mohammed VI d'athlétisme de Rabat ( Rabat), 3000 m siepi - 8'21"76
- Bronzo al Golden Spike Ostrava ( Ostrava), 3000 m siepi - 8'13"39

2018
- 7º al Doha Diamond League ( Doha), 3000 m siepi - 8'21"21

2019
- 13º al Doha Diamond League ( Doha), 3000 m siepi - 8'30"72

2022
- Bronzo al Meeting international Mohammed VI d'athlétisme de Rabat ( Rabat), 3000 m siepi - 8'06"29
- Argento all'Athletissima ( Losanna), 3000 m siepi - 8'12"07
- 8º al Weltklasse Zürich ( Zurigo), 3000 m siepi - 8'24"49

2023
- 9º al Kamila Skolimowska Memorial ( Chorzów), 3000 m siepi - 8'25"10
- 14º al Meeting de Paris ( Parigi), 3000 m siepi - 8'25"25
- 8º al Bauhaus-Galan ( Stoccolma), 3000 m siepi - 8'26"21

2025
- 5º alla Xiamen Diamond League ( Xiamen), 3000 m siepi - 8'09"95